# Paróquia de Nossa Senhora da Glória (Juiz de Fora)
A Paróquia de Nossa Senhora da Glória é uma paróquia na cidade de Juiz de Fora inaugurada em 24 de agosto de 1924.

## Cemitério de Nossa Senhora da Glória
Devido às constantes reclamações dos moradores da colônia alemã por um terreno para a construção de um cemitério, a Companhia União e Indústria cedeu uma área para a instalação de um cemitério. Este foi consagrado em 1860 com o nome de Cemitério de Nossa Senhora da Glória, e doado aos cultos católicos e evangélicos em 1878.